# 어떤 하루
"어떤 하루"는 2017년에 개봉한 대한민국의 영화이다.

## 캐스팅
- 최수인
- 김영서
- 이지민